# Jan Corazolla
Jan Corazolla (* 27. September 1931 in Berlin; † 12. Oktober 1998 in Köln) war ein deutscher Dirigent und Cellist.
Er wurde als drittes Kind der Sängerin Margarete Corazolla (1902–2001) geboren. Er entstammte einer Musikerfamilie. Sein Vater Paul Graener war Komponist, sein älterer Bruder Paul Corazolla war ein in Berlin lebender Maler mit dem Schwerpunkt Glasmalerei/Bleiglasfenster.
Nach einer Ausbildung zum Cellisten, u. a. bei Paul Grümmer und Pablo Casals, studierte Jan Corazolla in Freiburg im Breisgau Cello und Kammermusik. Bereits während des Studiums gründete er das Schlupp-Quartett, das (durch den frühen Tod des ersten Geigers und Namensgebers mit 28 Jahren) nach sieben Jahren wieder aufgelöst wurde. Während des Studiums absolvierte das Schlupp-Quartett mehrere Meisterkurse bei Sándor Végh (Zermatt) und zahlreiche Kammerkonzerte. Nach dem frühen Tod des Primgeigers mit 28 Jahren und der Auflösung des Streichquartettes studierte Jan Corazolla Dirigieren, u. a. mit Meisterkursen und Studien bei Herbert von Karajan.
Jan Corazolla war Mitgründer des Siegerland-Orchesters (heute Philharmonie Südwestfalen), dem er bis 1972 treu blieb. Danach wechselte er, zuerst als künstlerischer Direktor und anschließend als Dirigent, zum Rheinischen Kammerorchester Köln (RKO). Neben der regen Konzerttätigkeit in Köln absolvierte das Orchester immer wieder Konzerttourneen in Frankreich, Belgien, den Niederlanden, Italien und zahlreichen anderen Ländern und trat mit namhaften Solisten (u. a. Arthur Grumiaux, Henryk Szeryng, Paul Tortelier u. v. a.) auf.
Corazolla engagierte sich als Vermittler und Dozent auf verschiedenen Kammermusikkursen und bei diversen Laienorchestern, z. B. dem Klettenberger Kammerorchester, der Orchestergesellschaft Köln und weiteren Orchestern.
1998 verstarb er nach kurzer schwerer Krankheit im Alter von nur 67 Jahren in Köln.